# Crownsville (Maryland)
Crownsville es un lugar designado por el censo ubicado en el condado de Anne Arundel en el estado estadounidense de Maryland. En el Censo de 2010 tenía una población de 1.757 habitantes y una densidad poblacional de 133,49 personas por km².

## Geografía
Crownsville se encuentra ubicado en las coordenadas 39°1′21″N 76°35′25″O / 39.02250, -76.59028. Según la Oficina del Censo de los Estados Unidos, Crownsville tiene una superficie total de 13.16 km², de la cual 13.16 km² corresponden a tierra firme y (0%) 0 km² es agua.

## Demografía
Según el censo de 2010, había 1.757 personas residiendo en Crownsville. La densidad de población era de 133,49 hab./km². De los 1.757 habitantes, Crownsville estaba compuesto por el 85.6% blancos, el 8.71% eran afroamericanos, el 0.46% eran amerindios, el 1.76% eran asiáticos, el 0.11% eran isleños del Pacífico, el 2.05% eran de otras razas y el 1.31% pertenecían a dos o más razas. Del total de la población el 3.47% eran hispanos o latinos de cualquier raza.